# Deutsche Schwimmmeisterschaften 1941
Die 56. Deutschen Meisterschaften im Schwimmen fanden im Jahr 1941 statt.
| Disziplin       | Männer           | Männer            | Männer | Frauen         | Frauen          | Frauen |
| Disziplin       | Name             | Verein            | Zeit   | Name           | Verein          | Zeit   |
| --------------- | ---------------- | ----------------- | ------ | -------------- | --------------- | ------ |
| 100 m Freistil  | Werner Plath     | Askania Berlin    |        | Ursula Pollack | Spandau 04      |        |
| 200 m Freistil  | Werner Plath     | Askania Berlin    |        |                |                 |        |
| 400 m Freistil  | Werner Plath     | Askania Berlin    |        | Hilde Thaler   | EWASC Wien      |        |
| 1500 m Freistil | Werner Plath     | Askania Berlin    |        |                |                 |        |
| 200 m Brust     | Joachim Balke    | Bremischer SV     |        | Inge Schmidt   | Eimsbütteler TV |        |
| 100 m Rücken    | Kurt Gerstenberg | SC Magdeburg 1896 |        | Liesl Weber    | SV Bayreuth     |        |